# マキノ雅弘
マキノ 雅弘（マキノ まさひろ、1908年〈明治41年〉2月29日 - 1993年〈平成5年〉10月29日）は、日本の映画監督、脚本家、映画プロデューサー、録音技師、俳優、実業家。本名：牧野 正唯（まきの まさただ）。
「日本映画の父」と呼ばれた牧野省三の息子。父の死後マキノ・プロダクション撮影部長、松竹太秦撮影所長などを歴任、生涯に261本もの劇場映画を監督・製作し、日本映画の黄金時代を築いた。沖縄アクターズスクール開設者のマキノ正幸は実子。
甥の津川雅彦が映画監督を務めた際、マキノ雅彦の名義を用いた。

## 職業名
職業名の変遷は下記の通り。
- マキノ 正唯 （牧野とも、まきの まさただ）
1912年 − 1927年、子役・女形時代。
- マキノ 正博 （牧野−とも、まきの まさひろ） 
1927年 − 1950年、監督デビュー後。
- マキノ 雅弘 （牧野−とも、まきの まさひろ） 
1951年 − 1979年、東横映画・東映、テレビドラマ・テレビ映画監督時代。
- マキノ 雅裕 （まきの まさひろ） 
1980年 − 1989年、『ちゃんばらグラフィティー 斬る!』を総監修時以降。
- マキノ 雅広 （まきの まさひろ） 
1990年 − 1993年、『浪人街』を総監修時以降。

脚本家等
- マキノ 陶六 （牧野−とも、まきの すえろく）
- 牧 陶六 （まき すえろく、監督名でもある）
- 牧野 正雄 （まきの まさお）
- 青山 正雄 （あおやま まさお、1932年、1作のみの監督名、嵐寿之助の本名を拝借）
- 立春 大吉 （りっしゅん だいきち、1936年 − 1937年、マキノトーキー時代）
- 江戸川 浩二 （えどがわ こうじ、1939年のみ）
- 観世 光太 （かんぜ こうた、1941年 − 1962年）

ほか多数

## 来歴・人物

### 生まれながらの活動屋

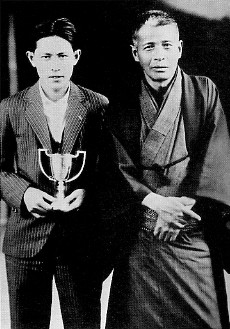
父・省三（右）と（1928年）。

1908年（明治41年）、牧野正唯は、父・省三が映画製作を始めた年の2月29日に京都府京都市上京区で生まれた。
幼少のころは父が撮影所長を務めていた日活で子役として働いていた。小学校の同級生に後のカメラマン宮川一夫がいた。「映画に専念しろ」という父に反発して京都市立第一商業学校（現在の京都市立西京高等学校）に進学した。しばらくは一商のラグビー選手として活躍し、1925年に開催された第8回日本フットボール優勝大会で全国制覇に貢献。のちの映画監督の久保為義、山中貞雄らがいた。
17歳のとき、赤痢にかかり、病床に伏したことを機に高校を退学、父が所長を務める東亜キネマ等持院撮影所で、今度は助監督として駆り出されるようになった。やがて父の興したマキノ・プロダクションで、18歳のとき、富沢進郎の共同監督として『青い眼の人形』で監督デビューを果たした。
山上伊太郎の脚本による『浪人街 第一話 美しき獲物』は1928年（昭和3年）のキネマ旬報ベストテン第1位に輝き、『崇禅寺馬場』が4位、『蹴合鶏』が7位を勝ち取った。翌1929年（昭和4年）には『首の座』で2年連続第1位、『浪人街 第三話 憑かれた人々』も3位に入選した。ところが、正博の監督した作品は評論家や左翼青年からは高い評価を得たものの興行的には失敗であった。1929年（昭和4年）、父の陣頭指揮のもと、トーキーの研究にとりくみ、同年7月5日、マキノ・プロダクション第1回トーキー作品として、日本初のディスク式トーキーによる監督作『戻橋』を発表する。そのわずか20日後、同年7月25日、父・省三は、37万円という今の金額に換算すると数億円とも言われる、巨額の負債を負ったまま死去する。
正博はマキノグループが抱える37万円の借金を返済すべく、自らが陣頭指揮を執って娯楽作品を次々と世に送るが、かえって経営は危機に瀕して、数度のストライキや撮影所全焼という不幸が重なり、ついにマキノプロを引き払って、1932年（昭和7年）にひとまずは日活に入社。しかし、ここでも不況下の首切りによるストライキが起こって撮影が一向に進まず、正博も間もなく会社から解雇される。

### 録音技師兼監督
退社後は東京映音に入社し、録音技術すなわちトーキーの研究をし、東日大毎ニュース映画、大日本ビールのコマーシャル映画など記録映画の製作に携わり、みずからトーキー録音機を考案、日活で『さくら音頭』を試作。さらには永田雅一の第一映画社に招かれて、トーキー映画の録音と現像を指導、この頃の伊藤大輔、溝口健二の監督したトーキーは「録音技師・マキノ正博」の手によるものだった。
1935年（昭和10年）に嵐寛寿郎プロダクションで『春霞八百八町』などで再びメガホンをとり、それまでのトーキー映画での成果を引っさげ、同年、安価で良質なトーキー映画を製作するためにマキノトーキー製作所を設立した。マキノトーキーの全作品は、正博自身がプロデューサーと録音技師を務めている。

### プログラムピクチャーの名手

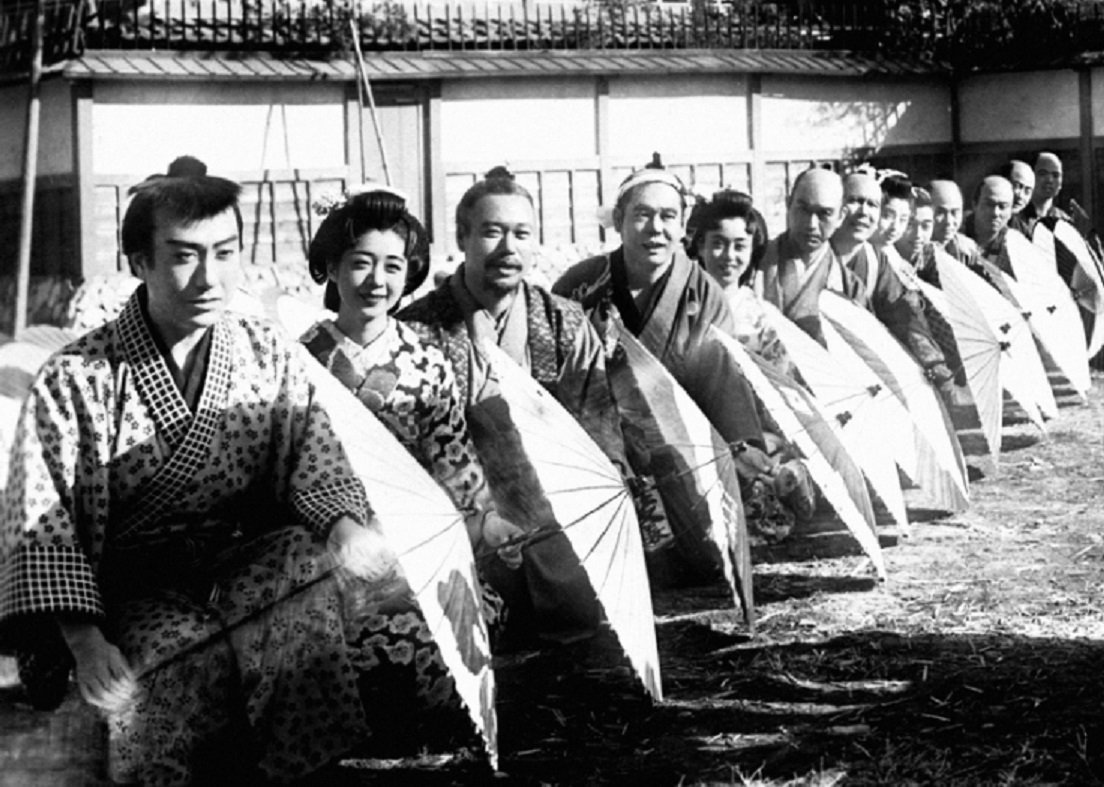
10日で完成した監督作『鴛鴦歌合戦』（1939年）。

1937年（昭和12年）にマキノ・トーキーは資金難により解散し、正博ももう2度とプロダクションは持つものかと心に決め、一介の雇われ監督として日活に招かれる。しかしこの間、日活に所属していたスターの阪東妻三郎（『恋山彦』『血煙高田の馬場』）、片岡千恵蔵（『江戸の荒鷲』）、月形龍之介（『妖棋伝』）らの主演作を休む暇もなくスピーディに撮りつづけ、いずれもヒット作となった。
1939年（昭和14年）には和製オペレッタ映画『鴛鴦歌合戦』を監督、公開当時はあまり大きな反響がなかったが、後年、再評価が高まり、現在では『血煙高田馬場』に並んで正博の戦前の代表作となっている。
1本の作品を約10日程度で撮り上げてしまう正博であったが、特に『鴛鴦道中』はなんと撮影期間28時間という超人的な離れ業もやってのけた。負債は完済し、女優の轟夕起子と結婚した（1940年結婚 - 1950年離婚）。この頃までに正博は「早撮りの名人」の異名をとるが、それは以前から「早撮監督」として知られていた渡辺邦男もうなるほどの技量だった。
正博は人形浄瑠璃を学び、女優に対する演技指導では自ら演技をしてみせた。1940年頃には、当時まだ10代だった藤間紫が踊る日本舞踊に感銘を受け、以後はもっぱら日本舞踊を研究し、その所作を女優の演技指導に活用するようになる。松竹太秦撮影所長に就任する。
第二次世界大戦後はヒロポン中毒に苦しんだこともあったが、黒澤明脚本による『殺陣師段平』、村上元三原作の「次郎長三国志」シリーズ（東宝で9部作、東映で4部作）、東映では仁侠映画の走りとなった『日本侠客伝』シリーズなど数々の傑作を生み出し、高倉健らを銀幕の大スタアの座に押し上げるのに一役買った。藤純子を自宅に住まわせ、女優のイロハを一から叩き込み、彼女を東映随一の女優に育てあげたり、日活では「梶芽衣子」の名付け親にもなっている。
1960年（昭和35年）には、生放送のテレビドラマ『秋葉の宿』でテレビにも進出。1965年（昭和40年）の『竜馬がゆく』などを手掛けたほか、1968年（昭和43年）には父・省三の生涯を描いた『カツドウ屋一代』を映像化した。テレビドラマ・テレビ映画は、1981年（昭和56年）の『旅がらす事件帖』最終回まで手掛けた。
1971年（昭和46年）岡田茂の東映社長就任と同時に東映を退社。
1972年（昭和47年）に監督した東映オールスター映画『純子引退記念映画 関東緋桜一家』が最後の劇場作品となった。同作は興行的には大成功だったが、批評家からはあまり高く評価されず、これが映画監督引退を決断するきっかけの一つとなった。
1977年（昭和52年）、山田宏一および山根貞男の構成により『マキノ雅弘自伝 映画渡世 天の巻・地の巻』を平凡社から上梓する。
1993年（平成5年）10月29日、死去した。85歳没。サッカーファンで、臨終の床でもいわゆる「ドーハの悲劇」の試合をテレビで観戦しており、試合途中で日本代表の勝利を確信して死去したという。墓所は京都市等持院。

### 人となり
- 野村芳亭、池永浩久、高松豊次郎、根岸寛一、城戸四郎らの映画人とは父の代から交流があった。
- 翌日の撮影脚本が気に入らないと、夜のうちに脚本を真っ赤に修正し、翌朝それを配布して撮影を続けた。
- 自身も俳優経験があるため、俳優の演技指導を自らの動きでやってみせ、男役・女役ともに巧みだった。
- 自伝『映画渡世・天の巻』には次のような述懐がある：「父はよくこう云っていた。ホンさえよかったら、誰でもいい演出家になれる、と。1 スジ、2 ヌケ、3 ドウサ、というのが父の映画憲法だった。スジとは筋すなわちストーリーの面白さ、ヌケとは画面がきれいにぬけていること、ドウサとは動作で、これが、この順序通りに、父にとっては映画の三原則にほかならなかった。」

## 主なフィルモグラフィ

### 監督作
監督作のみで261本が存在する。Category:マキノ雅弘の監督映画
- 青い眼の人形 （1926年） - 18歳の監督デビュー作
- 蹴合鶏  （1928年）
- 浪人街シリーズ （1928年 - 1929年）
  - 浪人街 第一話 美しき獲物   （1928年） - 第5回キネマ旬報日本映画ベスト・ワン
  - 浪人街 第二話 楽屋風呂 第一篇
  - 浪人街 第二話 楽屋風呂 解決篇
  - 浪人街 第三話 憑かれた人々
- 崇禅寺馬場 （1928年）
- 首の座 （1929年） - 第6回キネマ旬報日本映画ベスト・ワン
- 戻橋 （1929年） - マキノ・プロダクション第1回トーキー作品、日本初のディスク式トーキー[3]
- 学生三代記 （1930年）
- さくら音頭 （1934年）
- 春霞八百八町 （1935年）
- 恋山彦 風雲の巻 （1937年）
- 恋山彦 怒濤の巻 （1937年）
- 妖棋伝 （1937年）
- 江戸の荒鷲 （1937年）
- 血煙高田の馬場 （1937年）
- 弥次㐂夛道中記 （1938年）
- 忠臣蔵 天の巻・地の巻（1938年）地の巻は池田富保監督。
- 鴛鴦歌合戦 （1939年） - ミュージカル
- 浪人街 （1939年）
- 江戸の悪太郎（1939年）
- 彌次喜多 名君初上り （1940年） - ミュージカル
- 続清水港 （1940年）
- 織田信長 （1940年）
- 昨日消えた男 （1941年）
- 長谷川・ロッパの家光と彦左 （1941年）
- 阿波の踊子 （1941年）
- 男の花道 （1941年）
- 婦系図 （1942年）
- 千日前附近 （1942年）
- 阿片戦争 （1943年）
- ハナ子さん （1943年） - ミュージカル
- 不沈艦撃沈 （1944年3月23日公開、松竹大船撮影所 / 松竹）
- 野戦軍楽隊 （1944年10月26日公開、松竹京都撮影所 / 松竹）
- 待ちぼうけの女 （1946年）
- のんきな父さん （1946年12月1日公開）
- 満月城の歌合戦 （1946年12月31日公開） - ミュージカル
- 肉体の門 （1948年）
- 幽霊暁に死す （1948年）
- 盤嶽江戸へ行く （1949年）
- 佐平次捕物帳 紫頭巾 前篇・後篇（1949年）
- 傷だらけの男 （1950年）
- 寺子屋 （1950年） - 記録映画、日本初のフジカラーによるカラー映画[6]
- 殺陣師段平 （1950年）
- 離婚 （1952年）
- やぐら太鼓 （1952年5月8日公開）
- すっ飛び駕 （1952年）
- 弥太郎笠 前後篇 新東宝＝新生プロ1952.10.30
- 『次郎長三国志』シリーズ （1952年 - 1954年、東宝版）
  - 次郎長三国志 第一部・次郎長売出す
  - 次郎長三国志 第二部・次郎長初旅
  - 次郎長三国志 第三部・次郎長と石松
  - 次郎長三国志 第四部・勢揃い清水港
  - 次郎長三国志 第五部・殴込み甲州路
  - 次郎長三国志 第六部・旅がらす次郎長一家
  - 次郎長三国志 第七部・初祝い清水港
  - 次郎長三国志 第八部・海道一の暴れん坊
  - 次郎長三国志 第九部・荒神山前編
- 『丹下左膳』シリーズ（水島道太郎版、1956年）
  - 丹下左膳 乾雲の巻
  - 丹下左膳 坤龍の巻
  - 丹下左膳 完結篇
- 純情部隊 （1957年）
- 阿波おどり 鳴門の海賊 （1957年）
- 浪人街 （1957年）
- 清水港の名物男 遠州森の石松（1958年）
- 非常線（1958年）
- 恋山彦 （1959年）
- 雪之丞変化 （1959年）
- 江戸の悪太郎 (1959)
- 九ちゃん刀を抜いて （1963年）
- 八州遊侠伝 男の盃 （1963年） - 藤純子デビュー作
- 『次郎長三国志』シリーズ （1963年 - 1965年、東映版）
  - 次郎長三国志 （1963年10月）
  - 続・次郎長三国志 （1963年11月）
  - 次郎長三国志 第三部 （1964年2月）
  - 次郎長三国志 甲州路殴り込み （1965年8月）
- 『日本侠客伝』シリーズ  （1964年 - 1969年）
  - 日本侠客伝（1964年8月）
  - 日本侠客伝 浪花篇（1965年1月）
  - 日本侠客伝 関東篇（1965年8月）
  - 日本侠客伝 血斗神田祭り（1966年2月）
  - 日本侠客伝 雷門の決斗（1966年9月）
  - 日本侠客伝 白刃の盃（1967年1月）
  - 日本侠客伝 斬り込み（1967年9月）
  - 日本侠客伝 絶縁状（1968年2月）
  - 日本侠客伝 花と龍（1969年5月）
- 色ごと師春団治 （1965年）
- 侠骨一代 (1967年)
- 昭和残侠伝 血染の唐獅子(1967年)
- 昭和残侠伝 唐獅子仁義(1969年)
- 日本残侠伝（1969年、原作・脚本）
- 悪名一番勝負 (1969年)
- 昭和残侠伝 死んで貰います (1970年)
- 日本やくざ伝 総長への道 (1971年)
- 純子引退記念映画 関東緋桜一家 （東映、1972年） - 藤純子引退記念映画、マキノの劇場用映画最終作
- ちゃんばらグラフィティー 斬る! （1981年、総監修） - マキノ雅裕名義
- 浪人街 （1990年、監修）

### テレビドラマ・テレビ映画
- 秋葉の宿（1960年2月13日、日本テレビ）
- 竜馬がゆく（1965年4月19日 - 11月22日、毎日放送）
- 青雲五人の男（1966年4月19日 - 9月27日、日本テレビ） - 兼監修
- カツドウ屋一代（1968年4月4日 - 9月26日、毎日放送） - 兼監修。津川雅彦がマキノ雅弘役を演じた
- 長谷川伸シリーズ（NET、1972年10月4日 - 1973年4月25日） - シリーズ通して制作・企画
  - 第18話・第19話「暗闇の丑松」（1973年1月31日・2月7日） - 監督
  - 第22話「抱寝の長脇差」（1973年2月28日） - 脚本
  - 第24話「刺青奇偶」（1973年3月14日） - 監督・脚本
- 旅人異三郎（東京12チャンネル）
  - 第1話「ひょっとこ面が淋しく笑った」（1973年3月24日）
  - 第5話「おんな仁義が火祭りに映えた」（1973年4月21日） - 兼脚本
  - 第16話「過ぎし日の面影が宿場に散った」（1973年7月7日）
- 東芝日曜劇場『たけくらべ』（1973年7月15日、TBS）
- 女・その愛のシリーズ（NET）
  - 『婦系図』（1973年11月28日 - 12月5日）
  - 『歌行燈』（1974年2月6日）
- マチャアキの森の石松 （NET、1975年10月12日 - 1976年4月4日） - 兼脚本
- 花王名人劇場『活動屋ばんざい 日本映画の草分け監督マキノ省三のカチンコ人生』（1979年11月18日、関西テレビ） - 監修
- 旅がらす事件帖 最終話「直次郎 暁に旅立つ」（1981年3月31日、関西テレビ）

## ビブリオグラフィ
- 『カツドウ屋一代』（マキノ雅弘、栄光出版社、1968年／復刻・大空社、1998年）

同題のテレビドラマの小説出版。マキノ著の表記だが、実際には関わっていない。
- 『マキノ雅弘自伝 映画渡世 天の巻』、『地の巻』（マキノ雅弘述、山田宏一、山根貞男構成、平凡社、1977年）
  - 角川文庫版、1984年1月。天の巻 ISBN 4041587018、地の巻 ISBN 4041587026 - 図版なし版
  - ちくま文庫版、1995年8月。天の巻 ISBN 4480030727、地の巻 ISBN 4480030735
  - 平凡社 新装版、2002年9月。天の巻 ISBN 4582282016、地の巻 ISBN 4582282024
- 『マキノ雅裕 女優 志・情』（マキノ雅弘、草風社、1979年）
- 『ちゃんばらグラフィティー』（浦谷年良編、マキノ雅弘監修、講談社、1981年）

## 関連テレビ番組
- 『クライマックス 人生はドラマだ』第19回「マキノ省三」（1960年、日本テレビ） - 牧野省三の生涯をとりあげたドキュメンタリー番組で、マキノ雅弘も出演した。
- 『あゝ、にっぽん活動大写真』（1978年、毎日放送、全13話） - 浦谷年良演出による、マキノの人生の再現ドラマと、インタビューとを交えた番組。
- 『裸の大将放浪記 天狗の鼻は高いので』（1982年9月12日、関西テレビ） - 本人役で特別出演した。
- 『映画の子・マキノ雅弘〜まるで活動大写真みたいな人生〜』（2008年、時代劇専門チャンネル） - 上記番組を浦谷年良が再構成。1978年版のドラマに出演した俳優たちの2008年時点のコメントが追加された。
- ETV特集『マキノ雅弘・あるカツドウ屋の生涯』（2008年、NHK）